# Fordított Canossa-járás

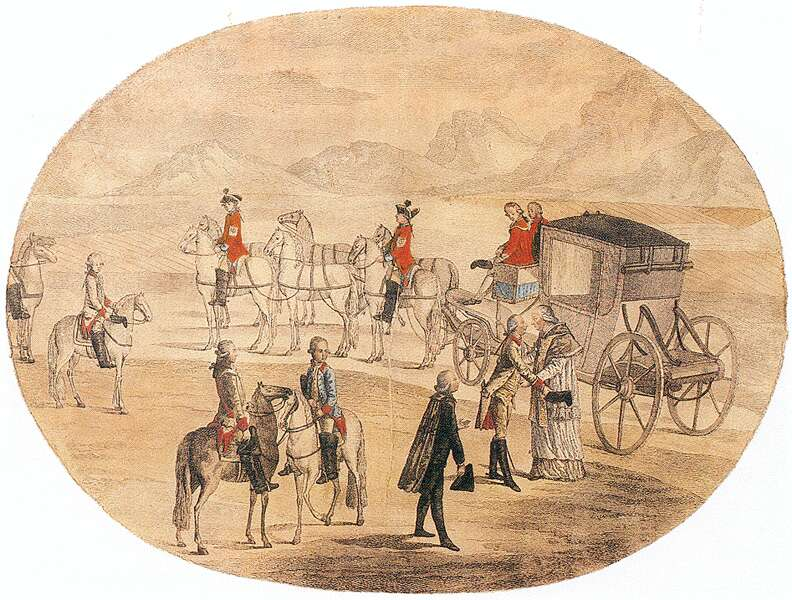
II. József császár és VI. Piusz pápa találkozása Neunkirchen és Stuppach (Gloggnitz) között

A fordított Canossa-járás az az 1782-es esemény, amikor II. József császárhoz utazott VI. Piusz pápa, mivel II. József nem volt hajlandó elfogadni a pápa ellenvetéseit türelmi rendeletével kapcsolatban. Nevét az 1077-ben történt Canossa-járásról kapta, amikor IV. Henrik császár megalázkodott a pápánál, mivel utóbbi kiátkozta őt.

## Előzmények
II. József egyházpolitikájának – a szűkebb értelemben vett jozefinizmusnak – az volt a célja, hogy alárendeljék az egyházat az államnak. A jozefinista egyházpolitika korlátozni igyekezett a pápaság befolyását a Habsburg Birodalom területén. Előzménye ennek, hogy Mária Terézia 1767. május 21-én kiadott rendelete értelmében a Habsburgok örökös tartományaiban minden pápai brévét csak az uralkodó engedélyével (placetum regium) lehet kihirdetni. II. József 1781. március 26-án megújította és Magyarországra is kiterjesztette ezt a rendeletet. Több pápai bullát betiltottak, amelyek sértették az állam tekintélyét. 1781. október 25-én kiadta II. József türelmi rendeletét, amelyben szabadabb vallásgyakorlást biztosított a protestánsoknak, és megengedte számukra a hivatalviselést. Bár I. Lipót óta már nem üldözték a protestánsokat, csak ez a rendelet biztosított teljes toleranciát. II. József 1782. január 12-én kiadott rendeletében feloszlatta azokat a szerzetesrendeket, amelyek nem végeztek „hasznos munkát”, azaz oktatást, képzést vagy termelést. Az egyházi ünnepnapok számát is csökkentette.

## Az esemény
VI. Piusz pápa a császárt az egyházát érintő rendeletek visszavonására szerette volna bírni, ezért 1782. március 22-e és április 24-e között Bécsben időzött. A fordított Canossa-járás azonban annyira eredménytelen volt, hogy 1783 decemberében már a pápának kellett engedményeket tenni a császárnak, amikor az Rómába látogatott, megakadályozva ezzel, hogy az osztrák egyház elszakadjon a Szentszéktől.